# Syzygium maire
Syzygium maire là một loài thực vật có hoa trong Họ Đào kim nương. Loài này được (A.Cunn.) Sykes & Garn.-Jones miêu tả khoa học đầu tiên năm 1979.